# Pau Vilana-Perles i Camarasa
Pau Vilana-Perles i Camarasa (Barcelona, 1669 - Salern, 1729) fou un sacerdot català, arquebisbe de Brindisi i de Salern. Era germà del notari Ramon Frederic de Vilana-Perles (1663-1741), conseller de l'emperador Carles VI del Sacre Imperi Romanogermànic.
Pau Vilana-Perles va néixer l'any 1669 a Barcelona, essent fill del notari Ramon Vilana-Perles i d'Eulàlia Camarasa. La família paterna, originària d'Oliana, estava estretament vinculada a l'Església. Amb 20 anys era degà i canonge de la Seu d'Urgell. L'any 1715 fou nomenat arquebisbe de Brindisi i el 1723 fou nomenat arquebisbe de Salern, on morí l'any 1729.